# Anagyrus lopezi
Anagyrus lopezi är en stekelart som först beskrevs av De Santis 1964.  Anagyrus lopezi ingår i släktet Anagyrus och familjen sköldlussteklar. Inga underarter finns listade i Catalogue of Life.